# Comuna Târnauca, Herța
Târnauca (în ucraineană Тернавка, transliterat: Ternavka) este o comună în raionul Herța, regiunea Cernăuți, Ucraina, formată din satele Probotești și Târnauca (reședința).

## Demografie
Componența lingvistică a comunei Târnauca
     Română (98,55%)
     Alte limbi (1,45%)
Conform recensământului din 2001, majoritatea populației comunei Târnauca era vorbitoare de română (98,55%), existând în minoritate și vorbitori de alte limbi.